# Torsten Kreuger
Torsten Kreuger, född 17 juni 1884 i Kalmar, död 12 oktober 1973 i Genève, Schweiz, var en svensk industrialist, bankman och tidningsägare. Han utbildade sig till civilingenjör vid Chalmers i Göteborg. Torsten Kreuger var bror till Ivar Kreuger (1880–1932). 1932 dömdes han till ett års straffarbete för de oegentligheter som han ansågs ha varit ansvarig för som verkställande direktör för Högbroforsens Industri AB som 1920 hade övertagits av holdingbolaget Kreuger & Toll och som efter Ivar Kreugers död 1932 i samband med Kreugerkraschen försattes i konkurs.

## Familj
Torsten Kreuger var son till Ernst August Kreuger och Jenny Emelie Forssman, dotter till Alarik Forsmann. Han var gift första gången 1913–1934 med läraren Elsa Anne Cecilia Tamm (av friherrliga ätten Tamm) (1886–1975), andra gången från 1934 med Mary Wilhelmina (Mimmi) Nobel (1891–1938) och tredje gången från 1942 med Diana Blanchfleure Hedberg, gift 2:o 1979 Béve (1920–1998).
I första äktenskapet fick han en son, Carl Kreuger (1914–1989), samt tre döttrar. I tredje äktenskapet fick han tre söner, bland andra John Kreuger (född 1945).

## De inledande åren inom tändsticksindustrin
På uppdrag av sin far och farbror byggde han upp Kalmar Tändsticksfabrik 1905 som han var chef för fram till 1912 då AB Kalmar-Mönsterås Tändsticksfabrik grundades på Ivar Kreugers initiativ. Torsten utsågs till VD för det nya bolaget men innehade den posten bara ett år fram till att företaget gick upp i AB Förenade Svenska Tändsticksfabrikerna som grundades 1913, där Ivar Kreuger övertog posten som verkställande direktör. Han var även chef för maskintillverkaren Siefwert & Fornanders Eftr. som köptes upp av brodern Ivar Kreuger 1914.Torsten Krueger sålde bägge sina fabriker för den dåvarande summan 1,8 miljoner kronor. Omkring 1914 lämnade han sin brors företagsgrupp och flyttade till Stockholm för att inleda en ny karriär utanför tändsticksindustrin där han byggde upp en företagsgrupp kring holdingbolaget Industri AB Standard. 1917 förvärvade han Hjo Bank.
Under 1920-talet medverkade han sporadiskt i Ivar Kreugers uppbyggnad av sitt tändsticksimperium, bland annat vid genomförandet av tändsticksmonopolet i Polen 1922–1925 och grundade Amerikanska banken i Warszawa. Han och brodern hade ett stort finansiellt inflytande i Polen, Finland, Lettland, Litauen, Danzig, Tjeckoslovakien, Österrike, Ungern och Rumänien. Han var argentinsk vicekonsul i Kalmar 1911–1925 och polsk generalkonsul i Stockholm 1926–1932.
Han blev Riddare av Kungl. Nordstjärneorden 1925.
1925 förvärvade Torsten Kreuger Blå Jungfrun, som han sen skänkte till staten för att ombilda ön till nationalpark. Han förvärvade och bodde från 1929 på Häringe slott i Västerhaninge socken, från 1926 i Villa Kvikkjokk och från 1930-talet i Villa Ekudden, båda på Djurgården i Stockholm.

## Torsten Kreugers egen företagsgrupp
Från 1928 verkade Torsten Kreuger på heltid i Stockholm där han inriktade sig på bankväsendet, industrier och tidningsverksamhet. Från 1927 ägde han Stockholms Dagblad, Stockholms-Tidningen och Aftonbladet. För tidningarna lät han uppföra Citypalatset vid Norrmalmstorg 1933. 1928 förvärvade han aktiemajoriteten i Sydsvenska banken med säte i Malmö, men den tvingades han lämna ifrån sig 1935. Banken hade genom ett holdingbolag betydande intressen i bland annat Munksjö, Fiskeby, Tidaholms bruk, Svenska Järnvägsverkstäderna (ASJ) och ASEA.

## Högbroforsens Industri AB
Ett av de många engagemang och styrelseuppdrag som Torsten Kreuger hade åren innan Kreugerkraschen var i Högbroforsens Industri AB. Företaget blev vid konkursen föremål för det så kallade Högbroforsmålet. Under hösten 1932 inleddes vid Stockholms Rådhusrätt en serie rättegångar mot Torsten Kreuger som av konkursförvaltaren stämts för bedrägeri. Kreuger dömdes av rådhusrätten till 3,5 års straffarbete för bedrägeri, falsk bokföring samt vårdslöshet mot borgenärer. Svea Hovrätt höjde straffet till 4 års straffarbete. I december 1933 fastställde Högsta domstolen domen mot Kreuger till 1 års straffarbete för bedrägeri, men frikände honom från ansvar för konkursförbrytelser.
Efter avtjänat straff sökte Torsten Kreuger resning i målet vid fyra tillfällen, men Högsta domstolen biföll inte någon av dessa. Den sista resningsansökan avslogs 1960. 
På 1930-talet försökte han kräva äganderätten av Svenska Dagbladet genom sin aktiemajoritet där, men lyckades inte. Sedan 1943 ägde han även Västernorrlands Allehanda.
Torsten Kreuger drev under 1940- och 1950-talen en lång kamp mot Svenska Handelsbanken, familjen Bonnier och den svenska socialdemokratin. Kampanjen drev Kreuger bland annat i de tidningar han själv kontrollerade, inklusive då pronazistiska Aftonbladet. Kampanjernas bakgrund fanns dels i Högbroforsmålet i vilket han blivit indragen i på grund av Handelsbanken. Han menade sig blivit lurad av Bonnier och Erik Åkerlund i samband med bulvanaffärer. Agget mot arbetarrörelsen, och i synnerhet socialdemokratin, berodde på att hans bror Ivar använts i avskräckande argumentativa syften i valrörelserna under 1930-talet. Det hela utmynnade i att han sökte stöd hos Nazityskland och Hitlers regering.
När hemligstämpeln efter trettio år ströks på en mängd dokument runt brodern Ivars död, publicerade han först boken Kreuger & Toll (1963), där han beskrev hur företaget Kreuger & Toll liksom övriga företag i Kreugerkoncernen hade tagits över efter broderns död. År 1965 publicerade Torsten Kreuger boken Sanningen om Ivar Kreuger, i vilken han drev tesen att Ivar blivit mördad.
Mot slutet av sitt liv var han bosatt i Genève.

## Heraldisk vapensköld
Torsten Kreuger lät också utforma ett eget heraldiskt vapen, en vinkelhake överlagd med en passare över trappsteg, vilket kan ses med övriga vapen på Häringe slott utanför Nynäshamn.